# Бриварацетам
Бриварацетам (англ. Brivaracetam), що випускається під торговою маркою «Брівіакт» — хімічний аналог леветирацетаму, препарату з групи рацетамів, який має протисудомні властивості. Бриварацетам схвалений з 2016 року, та продається фармацевтичною компанією UCB. Препарат застосовується для лікування парціальних судом з вторинною генералізацією або без неї в комбінації з іншими протиепілептичними препаратами.

## Медичне використання
Бриварацетам використовується для лікування парціальних судом з вторинною генералізацією або без неї в комбінації з іншими протиепілептичними препаратами. Ефективність та переносимість порівнянні в загальній популяції та популяції з інтелектуальною недостатністю. Дані щодо ефективності та безпеки препарату в осіб віком до 16 років відсутні.

## Побічні ефекти
Найпоширенішими побічними ефектами препарату є сонливість, запаморочення, нудота та блювання. Рідше можуть виникати проблеми з координацією рухів та зміни в поведінці (зокрема тяжка депресія, агресія, ворожість, нетерплячість, лють, суїцидальні думки тощо). Клінічно значущих відмінностей у частоті побічних ефектів для початкових доз не спостерігалося, за винятком залежності «доза-відповідь» від сонливості та втоми.

## Взаємодії
Супутнє застосування бриварацетаму з карбамазепіном може збільшити вплив карбамазепіну епоксиду, активного метаболіту карбамазепіну, і теоретично може призвести до зниження переносимості. Супутнє застосування бриварацетаму з фенітоїном може підвищити рівень фенітоїну. Супутнє застосування інших протисудомних препаратів навряд чи вплине на вплив бриварацетаму. Бриварацетам не дає додаткової терапевтичної користі при застосуванні разом з леветирацетамом, який діє на той самий білок.
Фармакокінетичної взаємодії між одноразовою дозою бриварацетаму 200 мг та етанолом 0,6 г/л у здорових осіб не спостерігалося. Однак бриварацетам приблизно подвоїв вплив алкоголю на психомоторну функцію, увагу та пам'ять. Вживання алкоголю під час лікування бриварацетамом не рекомендується.

## Фармакологія

### Механізм дії
Існує думка, що бриварацетам діє шляхом зв'язування з повсюдно поширеним глікопротеїном 2A (SV2A) синаптичних везикул, подібно до леветирацетаму, але з у 20 разів більшою спорідненістю. Існують деякі докази того, що рацетами, включаючи леветирацетам і бриварацетам, отримують доступ до просвіту рециркулюючих синаптичних везикул під час везикулярного ендоцитозу. Вони можуть зменшувати вивільнення збуджуючих нейромедіаторів і посилювати синаптичну депресію під час серій високочастотної активності, яка, як вважається, відбувається під час епілептичної активності.
Бриварацетам можна замінити леветирацетамом наступним чином: 50 мг бриварацетаму на 1000 мг леветирацетаму, 100 мг бриварацетаму на 2000 мг леветирацетаму та 200 мг бриварацетаму на 3000 мг леветирацетаму.

### Фармакокінетика
Бриварацетам демонструє лінійну фармакокінетику в широкому діапазоні доз, швидко та повністю абсорбується після перорального застосування, має період напіввиведення від 7 до 8 годин, та зв'язується з білками плазми менш ніж на 20 %. Він екстенсивно метаболізується (>90 %), головним чином шляхом гідролізу ацетамідної групи, а також вторинно шляхом гідроксилювання, опосередкованого ферментом печінки CYP2C19. Три основні метаболіти (гідроксид, кислота та гідроксикислота) є фармакологічно неактивними. Бриварацетам виводиться у вигляді метаболітів із сечею, причому понад 95 % радіоактивної тестової дози виводиться з сечею протягом 72 годин, включаючи лише 8,6 % препарату в незміненому вигляді.

### Фармакогенетика
Як зазначалося вище, бриварацетам метаболізується переважно шляхом гідролізу за допомогою амідазних ферментів до неактивного метаболіту. Меншою мірою він також метаболізується другорядним метаболічним шляхом через гідроксилювання, залежне від CYP2C19. Особи, які не мають активності ферменту CYP2C19, «погані метаболізатори CYP2C19», матимуть більший вплив стандартних доз бриварацетаму. Оскільки вони менш здатні метаболізувати препарат до його неактивної форми для виведення, вони можуть мати підвищений ризик побічних ефектів. Найпоширенішими побічними ефектами терапії бриварацетамом є седативний ефект, втомлюваність, запаморочення та нудота. У схваленій FDA інструкції до препарату бриварацетам зазначено, що пацієнтам, які є поганими метаболізаторами CYPC19 або приймають ліки, що інгібують CYP2C19, може знадобитися зниження дози.

## Хімічні та фізичні властивості

Хімічна структура леветирацетама для порівняння

Бриварацетам є 4R-пропіловим аналогом протисудомного препарату леветирацетаму.

## Історія
Позитивні попередні результати III фази клінічних досліджень препарату були зареєстровані у 2008 році, разом із доказами того, що він приблизно в 10 разів потужніший для запобігання певним типам судом у мишачих моделях, ніж його аналог леветирацетам.
14 січня 2016 року Європейська комісія та 18 лютого 2016 року FDA схвалили бриварацетам під торговою назвою «Брівіакт». Управління боротьби з наркотиками видало тимчасове остаточне правило про включення бриварацетаму до списку V Закону про контрольовані речовини, яке набуло чинності 9 березня 2017 року. Станом на травень 2016 року бриварацетам не схвалений у деяких інших країнах. Препарат був схвалений в Австралії у серпні 2016 року. У Канаді бриварацетам було схвалено 9 березня 2016 року під торговою назвою «Брівлера».

## Суспільство та культура
Станом на 2022 рік FDA схвалило дженерик бриварацетаму, але станом на 2023 рік він ще не був доступний як генеричний препарат.
В Аргентині бриварацетам продається під брендами «Бріваксон» від «Raffo Laboratories» та «Брівіакт» від «Biopas Argentina».
У Німеччині компанія UCB не змогла продемонструвати додаткову перевагу у 2016, 2018, та 2022 роках від додавання бриварацетаму. У Німеччині нещодавно схвалені препарати з новими активними інгредієнтами повинні бути оцінені Федеральним об'єднаним комітетом, якщо фармацевтичний виробник бажає досягти вищої ціни продажу, ніж просто фіксована сума. Тільки за наявності додаткової переваги фармацевтичний виробник може домовитися про ціну з провідною асоціацією державних медичних страхових компаній.